# Elena e il segreto di Avalor
Elena e il segreto di Avalor (Elena and the Secret of Avalor), anche noto come Elena e i segreti di Avalor nella versione DVD, è un film TV d'animazione, crossover tra le serie Sofia la principessa ed Elena di Avalor, prodotto dalla Walt Disney Pictures Television Animation Distribution e distribuito dalla Disney Junior Original Productions, per la regia di Jamie Mitchell e scritto da Craig Gerber, con la colonna sonora composta da John Kavanaugh. Il film è stato trasmesso sugli schermi televisivi statunitensi di Disney Channel in simulcast con Disney Junior il 20 novembre 2016 in prima visione televisiva, poi ritrasmesso negli stessi canali anche nel Regno Unito nel dicembre dello stesso anno. In Italia è stato trasmesso il 17 febbraio 2017 su Disney Channel, sempre in simulcast con Disney Junior. Nel 2017 ha ricevuto la nomination ai Premi Emmy nella categoria Outstanding Animated Program.

## Trama
Tutto comincia in un regno magico e ispirato alle culture latine chiamato Avalor, ovvero la città natia della principessa Elena Castillo Flores, una giovane e coraggiosa ragazza sedicenne dal cuore pieno di gentilezza e intelligenza; essa aveva perso i suoi genitori (il Re Raul e la Regina Lucia) a 16 anni. La giovane e i suoi amici incontrano i personaggi del Regno di Incantia, tra cui la piccola principessa Sofia, suo fratello il principino James e altri personaggi. Decidono così di fondare una vera e propria alleanza per affrontare e sconfiggere una loro nemica, la terribile strega Shuriki, colpevole per aver attaccato il palazzo reale e ucciso i genitori.

## Personaggi e doppiatori
Protagonisti
- Elena Castillo Flores - Una principessa, figlia di Re Raul e della Regina Lucia. Voce di Aimee Carrero in originale e Elena Perino nella parte parlata e Ilaria De Rosa nella parte cantata in italiano.
- Re Raul - Il marito della Regina Lucia, padre di Elena e Isabel.
- Regina Lucia - La moglie di Re Raul, madre di Elena e Isabel.
- Naomi Turner - La migliore amica di Elena, figlia del capitano Turner. Voce di Jilian Rose Reed in originale e Joy Saltarelli in italiano.
- Mateo - L'apprendista maghetto, allievo e nipote di Alakazar. Voce di Joseph Haro in originale e Manuel Meli in italiano.
- Isabel (Isa) - La sorella minore di Elena. Voce di Jenna Ortega in originale e Arianna Vignoli in italiano.
- Skylar - Il primo dei tre giagualati è il figlio di Re Verago e proviene dal regno di Vallestrella. Voce di Carlos Alazraqui in originale e Marco Mete in italiano.
- Migs - Il secondo dei tre giagualati proviene dal regno di Vallestrella. Voce di Chris Parnell in originale e Angelo Maggi in italiano.
- Luna - La terza dei tre giagualati è una femmina proveniente dal regno di Vallestrella. Voce di Yvette Nicole Brown in originale e Laura Romano in italiano.
- Nonna Luisa - La nonna di Elena. Voce di Julia Vera in originale e Doriana Chierici in italiano.
- Nonno Francisco - Il nonno di Elena. Voce di Emiliano Díez in originale e Renato Cortesi in italiano.
- Esteban - Il cugino di Elena è un cancelliere che, in passato, era stato un consigliere della malefica strega Shuriki. Voce di Christian Lanz in originale e Vittorio Guerrieri in italiano.
- Armando - Un servitore. Voce di Joe Nunez in originale e Edoardo Stoppacciaro in italiano.
- Rafa - È la madre di Mateo. Voce di Ana Ortiz in originale e Giovanna Rapattoni in italiano.
- Alakazar - Un benevolissimo e saggio stregone di corte, nonno di Mateo. Voce di André Sogliuzzo in originale e Dario Penne in italiano.
- Zuzo - Uno spirito-guida a forma di volpone. Voce di Keith Ferguson in originale e Paolo De Santis in italiano.

Altri personaggi
- Sofia - Una piccola principessa che, dopo 41 anni, libera Elena dall'incantesimo del suo inseparabile amuleto. Voce di Ariel Winter in originale e Agnese Marteddu in italiano.
- Amber - La sorella di Sofia e James. Voce di Darcy Brown Byrnes in originale e Sara Labidi in italiano.
- James - Il fratello di Sofia e Amber. Voce di Tyler Merna in originale e Riccardo Suarez in italiano.
- Flora - La direttrice e insegnante della Reale Accademia del Regno di Incantia nonché la leader delle tre fatine de La bella addormentata nel bosco. Voce di Barbara Dirikson in originale e Franca Lumachi in italiano.
- Re Roland II - Il padre di Sofia, Amber e James, marito della Regina Miranda. Voce di Travis Willingham in originale e Massimo Bitossi in italiano.
- Regina Miranda - La madre di Sofia, Amber e James, moglie del Re Roland II. Voce di Sara Ramírez in originale e Emanuela D'Amico in italiano.

Antagonisti
- Shuriki - L'antagonista del film, il cui nome deriva da un termine giapponese che significa proprio "strega potente", è una terribile strega. Voce di Jane Fonda in originale e Maria Pia Di Meo in italiano.